# Didymocarpus punduanus
Didymocarpus punduanus är en tvåhjärtbladig växtart som beskrevs av R. Brown. Didymocarpus punduanus ingår i släktet Didymocarpus och familjen Gesneriaceae.

## Underarter
Arten delas in i följande underarter:
- D. p. attenuatus
- D. p. punduanus